# Полосатый барбус
Полосатый барбус (лат. Haludaria fasciata) — вид пресноводных лучепёрых рыб семейства карповых. 
Встречается в реках, ручьях и озёрах южной Индии.
Довольно распространённая аквариумная рыба. Тело высокое, длиной от 7,5 до 8 см. Окраска варьирует. Основной цвет охряной с зелёным или жёлтым, либо розовым или красным отливом. Окраска на спине темнее, брюхо белёсое. Боковые стороны имеют 3—5 широких, поперечных, чёрных или тёмно-коричневых полос. Самки откладывают в среднем до 200 икринок. Мальки вылупляются через 30 часов и плавают свободно через 4—5 дней.
В аквариуме содержатся в пресной воде с рН 5—6, жесткостью воды 5—12 dGH и температурой около 23—29 °С. Выживают при понижении температуры до 18 °С.